# Phagdru kagyü
Phagdru-kagyü is een van de vier grote scholen in de kagyütraditie van het Tibetaans boeddhisme.
De school werd gesticht door Phagmo Drupa Dorje Gyalpo, een leerling van de grondlegger van de kagyüschool, Gampopa. Hij stichtte het hoofdklooster Densatil van de phagdru-kagyü in Phagmo dat tegenwoordig in het arrondissement Sangri in de Chinese prefectuur Lhokha (Shannan) ligt.
Het was de hoofdleer voor de vorsten in de Phagmodru-dynastie, wat de heersende dynastie in Tibet was van 1354 tot 1435, en een zekere politieke status behield tot aan het begin van de 17e eeuw. De eerste zeven vorsten uit deze dynastie vanaf Changchub Gyaltsen leidden een celibatair leven.